# 鵜住居村
鵜住居村（うのすまいむら）は、昭和30年（1955年）まで岩手県上閉伊郡にあった村。現在の釜石市鵜住居町・片岸町・箱崎町・両石町にあたる。

## 地理
- 河川：鵜住居川

## 沿革
- 明治22年（1889年）4月1日 - 町村制施行にともない、鵜住居村・片岸村・箱崎村・両石村の計4か村が合併して新制の南閉伊郡鵜住居村が発足。
- 1897年（明治30年）4月1日 - 郡の統合により南閉伊郡と西閉伊郡が合併し、上閉伊郡が発足[1]。上閉伊郡鵜住居村となる。
- 昭和30年（1955年）4月1日 - 甲子村・栗橋村および気仙郡唐丹村と共に釜石市と合併し、新制の釜石市の一部となる。

## 行政

### 歴代村長
| 代 | 氏名         | 就任                      | 退任                      | 備考 |
| -- | ------------ | ------------------------- | ------------------------- | ---- |
| 1  | 真壁嘉六     | 明治22年（1889年）6月1日  | 大正2年（1913年）6月30日  |      |
| 2  | 古川徳次郎   | 大正2年（1913年）9月15日  | 大正14年（1925年）9月30日 |      |
| 3  | 二本松豊太郎 | 大正14年（1925年）10月5日 | 昭和8年（1933年）10月4日  |      |
| 4  | 古川徳次郎   | 昭和8年（1933年）10月19日 | 昭和21年（1946年）12月2日 | 再任 |
| 5  | 古川清見     | 昭和22年（1947年）4月15日 | 昭和26年（1951年）4月14日 |      |
| 6  | 二本松豊太郎 | 昭和26年（1951年）5月1日  | 昭和30年（1955年）3月31日 | 再任 |

## 交通
- 国鉄山田線：鵜住居駅 - 両石駅